# 比利·布蘭克斯
比利·布蘭克斯（英語：Billy Wayne Blanks，1955年9月1日—），美國健身教練、男演員、武者、跆搏健身操發明人。

## 早年生活
布蘭克斯生於賓夕法尼亞州伊利，11歲開始學習空手道和跆拳道。先天髖關節異常令他行動有所不便，惹來他的兄弟的嘲笑，他的武術老師亦認為他難成大器，但他在電視上看見李小龍的表演後，立志成為世界武術冠軍。

## 職業生涯
布蘭克斯於1988年在電影《Driving Force》拍攝期間獲聘為女主角凱瑟琳·巴赫的保鑣。他的表現獲電影製作人的賞識，並於電影中加插了一個角色給他。他日後亦有數部功夫片的演出機會。
1980年代下旬，布蘭克斯揉合了跆拳道和搏擊的原素，發明了跆搏健身操（Tae Bo），並於麻薩諸塞州昆西建立健身室。此體操及後得到了名媛寶拉·阿巴杜的關注。布蘭克斯借勢推出VHS影帶。首年銷量已超過150萬盒，歷年為他帶來8千萬至1.3億美元的進賬。

## 伸延閱讀
- Jewel, Dan. . 人物 Magazine. December 15, 1997  [2021-10-04]. （原始内容存档于2016-03-04）.

## 外部連結
- 官方网站
- 比利·布蘭克斯在互联网电影资料库（IMDb）上的資料（英文）
- 在AllMovie上比利·布蘭克斯的頁面（英文）